# Iglesia de San Bartolomé (Tarazona de la Mancha)
La iglesia de San Bartolomé es un templo católico del municipio español de Tarazona de la Mancha, en la provincia de Albacete. Cuenta con el estatus de Bien de Interés Cultural.

## Historia
La iglesia de San Bartolomé, está ubicada en el número 15 de la Plaza Mayor —antigua plaza del Caudillo— de la localidad albaceteña de Tarazona de la Mancha, en Castilla-La Mancha. Se trata de una obra renacentista de los siglos XVI y XVII.
Las primeras noticias que se tienen del edificio datan de 1530, pero los primeros datos constatados de su construcción no se encuentran hasta 1549. El proyecto quedó interrumpido, apareciendo a finales del siglo XVI una nueva adjudicación de obras y cuentas de pagos de las mismas. Las obras fueron interrumpidas en numerosas ocasiones, pero en la segunda mitad del siglo XVII la iglesia habría sido concluida, si bien, ya en dicho siglo y en el siguiente se añadirían diversas dependencias (torre y capillas).

## Descripción
La iglesia, de planta basilical y tres naves, ha sufrido diversas modificaciones a lo largo del tiempo. Pertenece al grupo de iglesias columnarias en que se intenta aunar la arquitectura gótica y renacentista y que, incluso, llega a alcanzar el barroco. Las tres naves se hallan separadas por esbeltas columnas jónicas de fuste liso, de las cuales arrancan amplios y elevados arcos de medio punto, mediante los cuales se ponen en comunicación aquellas. Se cubren con bóveda de arista, a excepción del crucero que lo hace con cúpula elíptica dividida en ocho segmentos decorados por molduras de tipo geométrico, que dan lugar a la formación de casetones. Se corona dicha cúpula por una linterna y se eleva sobre pechinas.
Sobre los lienzos laterales se abren diversas capillas, siendo las más notables, a la derecha por su bóveda gótica, la de Nuestra Señora del Rosario, y a la izquierda las de la Inmaculada, cubierta por cúpula ovoide, y la del Santo Cristo, con doble camarín y cerrada por sendas cúpulas. También la de San Antonio, con entrada por la cabecera de la nave izquierda y desarrollada en cinco pequeños tramos, cubierta por bóveda de cañón con lunetos y cúpula. Esta parte del templo fue construida en el siglo XVIII.
Todo el edificio está construido en mampostería, destacando en el exterior la puerta principal, con cierto aire vandelviriano. Se divide en dos cuerpos: el primero está formado por un arco de medio punto labrado con casetones, flanqueado por columnas toscanas pareadas, exentas, apoyadas en alto basamento y rematadas por una cornisa corrida. Sobre este cuerpo, a los lados, se aprecian pirámides y bolas de piedra, mientras en el centro se abre una pequeña hornacina enmarcada por pilastras cajeadas y superada por cornisa y bolas.
La torre es de planta cuadrada y está compuesta por tres cuerpos separados por impostas. En el inferior se abren vanos rectangulares recercados, mientras que en el superior los vanos son de medio punto y en ellos se alojan las campanas. Todo el conjunto queda rematado por chapitel de pizarra, en el que se aprecian mansardas cegadas. Toda la iglesia está recorrida por una cornisa.

## Estatus patrimonial
Fue declarada Bien de Interés Cultural con la categoría de monumento el 22 de diciembre de 1992, mediante un decreto publicado el 12 de febrero de 1993 en el Diario Oficial de Castilla-La Mancha, con la rúbrica del presidente de la Junta de Comunidades de Castilla-La Mancha, José Bono, y del entonces consejero de Educación y Cultura, Juan Sisinio Pérez Garzón.